# Electronica 2: The Heart of Noise
Electronica 2: The Heart of Noise is een album uit 2016 van Jean-Michel Jarre, zijn vijftiende reguliere studioalbum. De subtitel verwijst naar het futuristisch manifest The Art of Noises (1913) van Luigi Russolo. Het album werd op 6 mei 2016 uitgebracht op Columbia Records en vormt het tweede deel van het tweeluik Electronica, waarvan het eerste deel Electronica 1: The Time Machine werd uitgebracht op 16 oktober 2015.
Electronica 2 bevat evenals het eerste deel van Electronica vijftien samenwerkingen. De bijdragen op Electronica 2 zijn van Rone, Pet Shop Boys, Julia Holter, Primal Scream (het nummer Come Together van Primal Scream wordt gesampled in het nummer As One), Gary Numan, Hans Zimmer, Peaches, Sébastien Tellier, The Orb, Siriusmo, Yello, Jeff Mills, Cyndi Lauper, Christophe en Edward Snowden (een monoloog van Snowden is te horen in het nummer Exit).

## Tracklist
1. "The Heart of Noise Part 1" (met Rone) – 4:26
2. "The Heart of Noise Part 2" – 4:10
3. "Brick England" (met Pet Shop Boys) – 4:01
4. "These Creatures" (met Julia Holter) – 3:40
5. "As One" (met Primal Scream) – 3:58
6. "Here for You" (met Gary Numan) – 3:59
7. "Electrees" (met Hans Zimmer) – 4:10
8. "Exit" (met Edward Snowden) – 6:19
9. "What You Want" (met Peaches) – 3:27
10. "Gisele" (met Sébastien Tellier) – 3:43
11. "Switch on Leon" (met The Orb) – 4:43
12. "Circus" (met Siriusmo) – 3:09
13. "Why This, Why That and Why" (met Yello) – 3:58
14. "The Architect" (met Jeff Mills) – 4:43
15. "Swipe to the Right" (met Cyndi Lauper) – 4:54
16. "Walking the Mile" (met Christophe) – 4:52
17. "Falling Down" – 3:23
18. "The Heart of Noise (The Origin)" – 2:39